# Torsone di Tolosa
Torsone conosciuto anche come Corsone (... – dopo il 790) ebbe i titoli di conte di Tolosa, e reggente d'Aquitania col titolo di duca.

## Origine
Non si conoscono gli ascendenti. Si sa solo che era un Franco che molto probabilmente, partecipò, tra il 767 sd il 768, alla conquista dell'Aquitania da parte del re dei Franchi, Pipino il Breve.

## Biografia
Di Torsone si hanno scarse notizie. Nel 778 è citato nell'elenco dei conti, come conte di Tolosa (et Tholosae Chorsonem), convocato da Carlomagno, per la nascita del figlio Ludovico.
Fu il primo conte di Tolosa, che, molto probabilmente, aveva ricevuto l'investitura da Carlo Magno.
Nel 781 fu nominato reggente, col titolo di duca del regno d'Aquitania, per conto del  re, Ludovico il Pio (il futuro imperatore), di soli 3 anni.
Nel 788 Torsone duca tolosano (Chorso dux Tholosanus) fu catturato con l'inganno dal duca di Guascogna, Adelrico, che lo tenne suo prigioniero ed infine lo liberò. Per questa sua azione, Adelrico di Guascogna fu convocato dal re di Aquitania e futuro imperatore, Ludovico il Pio, che gli fu confiscò il ducato e, senza possibilità di appello, lo esiliò dal regno di Aquitania.
Molto probabilmente, durante la prigionia, tra il 789 ed il 790, fu sollevato dall'incarico, prima di reggente in Aquitania e poi anche alla guida e nel titolo, della contea di Tolosa.
Della morte di Torsone non si ha alcuna notizia, quindi non se ne conosce l'anno esatto.

## Discendenza
Di Torsone non si conosce alcuna discendenza.

### Fonti primarie
- (LA)  Monumenta Germaniae Historica, tomus II.